# ألين فليتشير
ألين فليتشير (بالإنجليزية: Allen Fletcher)‏ هو سياسي أمريكي، ولد في 9 أبريل 1955. حزبياً، نشط في الحزب الجمهوري. وقد انتخب عضو مجلس نواب تكساس.